# Grace Gummer
Grace Gummer (født 9. maj 1986 i New York) er en amerikansk skuespillerinde. Hun er datter til Meryl Streep og Don Gummer samt søster till Mamie Gummer, Henry Wolfe Gummer og Louisa Jacobson. Hun er mest kendt for sin rolle som den sindslidende Arabella Sours i Western-filmen The Homesman fra 2014.